# Salvador Moncada
Salvador Moncada, FRS, FRCP, FMedSci (3 de dezembro de 1944) é um farmacologista britânico nascido em Honduras. É casado com a princesa Maria Esmeralda, filha do rei Leopoldo III da Bélgica e de Lilian, princesa de Réthy. O casal tem dois filhos:
- Alexandra Leopoldina (nascida em 1998)
- Leopoldo Daniel (nascido em 2001)

Foi eleito Membro da Royal Society em 1988.